# Liste der Monuments historiques in Romagne (Gironde)
Die Liste der Monuments historiques in Romagne (Gironde) führt die Monuments historiques in der französischen Gemeinde Romagne auf.

## Liste der Bauwerke
| Bezeichnung       | Beschreibung              | Standort | Kennzeichnung | Schutzstatus | Datum | Bild           |
| ----------------- | ------------------------- | -------- | ------------- | ------------ | ----- | -------------- |
| Schloss Sauvagnac |                           | (Lage)   | PA00088389    | Inscrit      | 1992  | weitere Bilder |
| Friedhof          |                           | (Lage)   | PA33000012    | Inscrit      | 1997  | weitere Bilder |
| Kirche St-Vivien  | Erbaut im 12. Jahrhundert | (Lage)   | PA00083704    | Classé       | 2003  | weitere Bilder |

## Liste der Objekte
| Bezeichnung      | Beschreibung           | Standort                       | Kennzeichnung | Schutzstatus | Datum | Bild |
| ---------------- | ---------------------- | ------------------------------ | ------------- | ------------ | ----- | ---- |
| Prozessionsfahne | Seide, 19. Jahrhundert | in der Kirche St-Vivien (Lage) | PM33001605    | Inscrit      | 1986  |      |